# Nejužitečnější hráč play off 1. české hokejové ligy
Nejužitečnější hráč play off je individuální ocenění pro nejužitečnější hráče play off 1. české hokejové ligy. Toto ocenění se uděluje z iniciativy webu Hokej.cz od sezony 2020/2021. O jejichž držitelích rozhodují zástupci ze všech klubů 1. ligy.

## Držitelé
| Sezóna    | Hráč            | Tým              |
| --------- | --------------- | ---------------- |
| 2020/2021 | Maxim Žukov     | HC Dukla Jihlava |
| 2021/2022 | Tomáš Čachotský | HC Dukla Jihlava |
| 2022/2023 | Daniel Huf      | PSG Berani Zlín  |
| 2023/2024 | Tomáš Harkabus  | HC Dukla Jihlava |
| 2024/2025 | Tomáš Čachotský | HC Dukla Jihlava |